# تشارلي فيرغسون (لاعب كرة قاعدة)
تشارلي فيرغسون (بالإنجليزية: Charlie Ferguson)‏ هو لاعب كرة قاعدة أمريكي، ولد في 10 مايو 1875 في بلدة ميريديان تشارتر في الولايات المتحدة، وتوفي في 17 مايو 1931 في سولت سانت ماري في الولايات المتحدة بسبب غرق.

## وصلات خارجية
- تشارلي فيرغسون على موقع دوري كرة القاعدة الرئيسي (الإنجليزية)
- تشارلي فيرغسون على موقعبيزبول رفرنس.كوم (الدوري الرئيسي) (الإنجليزية)
- تشارلي فيرغسون على موقعبيزبول رفرنس.كوم (الدوري الثانوي) (الإنجليزية)
- تشارلي فيرغسون على موقع إي إس بي إن.كوم (أم.أل.بي) (الإنجليزية)
- تشارلي فيرغسون على موقع مشجعي الرسوم البيانية (الإنجليزية)